# Linköping HC 2020/2021
Säsongen 2020/2021 var Linköping HC:s 21:a säsong i Svenska Hockeyligan och 45:e säsong totalt sedan klubben bildades 1976. Säsongen var lagets andra med Bert Robertsson som huvudtränare och Niklas Persson som sportchef. Johan Åkerman och Daniel Eriksson gjorde sin femte, respektive andra säsong som assisterande tränare. Jonas Junland var Linköpings lagkapten: han tog över denna titel från Eddie Larsson föregående säsong då han återvände till klubben i januari 2020. Andrew Gordon, Broc Little, Jonas Holøs och Markus Ljungh var assisterande lagkaptener. Gordon gjorde sin femte säsong med denna titel, Little gjorde sin tredje, Holøs sin andra och Ljungh sin första.
Bland nyförvärven återfanns Markus Ljungh, som skrivit på ett treårsavtal med klubben, samt de tre finländska spelarna Oula Palve, Niko Ojamäki och Petteri Nikkilä. Inför denna säsong avslutade Sebastian Karlsson och Almen Bibic sina spelarkarriärer. Eddie Larsson, Olle Lycksell och Adam Ginning värvades av seriekonkurrenter: Larsson gick till Luleå HF, medan de två sistnämnda båda värvades av Färjestad BK.

## Försäsong
Sex träningsmatcher planerades in under försäsongen 2020. Fem av dessa spelades: Linköping vann två matcher (mot Djurgårdens IF och HC Vita Hästen), och förlorade de tre övriga (mot IK Oskarshamn, HV71 och Växjö Lakers HC). Den första matchen, mot Oskarshamn, var initialt tänkt att spelas på Gotland men flyttades till Oskarshamn. En match mot Örebro HK var planerad att spelas den 10 september, men ställdes in som försiktighetsåtgärd efter sjukdomsfall i Linköpings lag. De insjuknade genomgick tester för Covid-19 och samtliga resultat var negativa.

## Ordinarie säsong

### Tabellställning
Serien spelades mellan den 19 september 2020 och 3 april 2021.

  
| Nr | Lag            | S  | V  | ÖV | ÖF | F  | GM  | IM  | MS  | P   |
| -- | -------------- | -- | -- | -- | -- | -- | --- | --- | --- | --- |
| 1  | Växjö Lakers   | 52 | 27 | 7  | 7  | 11 | 153 | 112 | +41 | 102 |
| 2  | Rögle BK       | 52 | 27 | 4  | 9  | 12 | 164 | 124 | +40 | 98  |
| 3  | Leksands IF    | 52 | 25 | 7  | 5  | 15 | 156 | 134 | +22 | 94  |
| 4  | Skellefteå AIK | 52 | 24 | 8  | 5  | 15 | 154 | 122 | +32 | 93  |
| 5  | Luleå HF       | 52 | 24 | 4  | 8  | 16 | 150 | 131 | +19 | 88  |
| 6  | Örebro HK      | 52 | 25 | 4  | 4  | 19 | 154 | 144 | +10 | 87  |
| 7  | Frölunda HC    | 52 | 27 | 1  | 1  | 23 | 133 | 131 | +2  | 84  |
| 8  | Färjestad BK   | 52 | 18 | 11 | 5  | 18 | 157 | 143 | +14 | 81  |
| 9  | Malmö Redhawks | 52 | 19 | 4  | 2  | 27 | 123 | 151 | −28 | 67  |
| 10 | Djurgårdens IF | 52 | 17 | 5  | 4  | 26 | 139 | 151 | −12 | 65  |
| 11 | IK Oskarshamn  | 52 | 18 | 2  | 5  | 27 | 142 | 163 | −21 | 63  |
| 12 | Linköping HC   | 52 | 17 | 4  | 3  | 28 | 132 | 166 | −34 | 62  |
| 13 | Brynäs IF      | 52 | 14 | 4  | 7  | 27 | 131 | 176 | −45 | 57  |
| 14 | HV71           | 52 | 12 | 5  | 5  | 30 | 127 | 167 | −40 | 51  |

### Grundseriematcher
Grundseriens spelschema publicerades den 31 mars 2020 på SHL:s officiella webbplats. Linköping HC inledde grundserien på bortaplan den 19 september 2020 i en match mot Rögle BK, och avslutar mot Djurgårdens IF på bortaplan den 11 mars 2021. Den 20 oktober 2020 meddelades det att flera spelare och ledare i Linköping HC uppvisat symtom för Covid-19. På grund av detta meddelades det två dagar senare att matcherna mot IK Oskarshamn och HV71 som skulle ha spelats den 22, respektive 24 oktober flyttats fram till den 15 december, respektive 8 december 2020. Den 26 oktober meddelade klubben via sin officiella webbplats att man pausat sin verksamhet och ytterligare tre matcher som skulle spelats i slutet av oktober 2020 sköts upp.

## Trupp
| Nr | Nat  | Spelare            | Pos  | S/H | Ålder | Värvad | Födelseort          |
| -- | ---- | ------------------ | ---- | --- | ----- | ------ | ------------------- |
| 84 | SWE  | Jimmy Andersson    | LW   | L   | 35    | 2017   | Stockholm, Sverige  |
| 4  | SWE  | Filip Berglund     | B    | R   | 27    | 2020   | Skellefteå, Sverige |
| 5  | SWE  | Mattias Bäckman    | B    | L   | 32    | 2018   | Linköping, Sverige  |
| 14 | SWE  | Arvid Costmar      | C    | R   | 23    | 2020   | Stockholm, Sverige  |
| 9  | SWE  | Mikael Frycklund   | C/LW | L   | 31    | 2019   | Västerås, Sverige   |
| 13 | CAN  | Andrew Gordon (A)  | RW   | R   | 39    | 2015   | Halifax, Kanada     |
| 50 | SWE  | Jonas Gustavsson   | M    | L   | 40    | 2017   | Danderyd, Sverige   |
| 18 | SWE  | Villiam Haag       | W    | R   | 31    | 2020   | Göteborg, Sverige   |
| 6  | NOR  | Jonas Holøs (A)    | B    | R   | 37    | 2019   | Sarpsborg, Norge    |
| 44 | SWE  | Jonas Junland (C)  | B    | L   | 37    | 2020   | Linköping, Sverige  |
| 25 | FIN  | Jarno Kärki        | C/LW | L   | 30    | 2019   | Björneborg, Finland |
| 26 | SWE  | Hampus Larsson     | B    | L   | 30    | 2019   | Eskilstuna, Sverige |
| 55 | SWE  | Max Lindroth       | B    | L   | 28    | 2019   | Sverige             |
| 41 | USA  | Broc Little (A)    | LW   | L   | 36    | 2018   | Phoenix, USA        |
| 61 | SWE  | Markus Ljungh (A)  | C    | L   | 34    | 2020   | Västerås, Sverige   |
| 79 | SWE  | Patrik Lundh       | W    | L   | 36    | 2019   | Stockholm, Sverige  |
| 45 | SWE  | Simon Lundmark     | B    | R   | 24    | 2017   | Stockholm, Sverige  |
| 35 | SWE  | Niklas Lundström   | M    | L   | 32    | 2020   | Värmdö, Sverige     |
| 74 | FIN  | Petteri Nikkilä    | B    | L   | 32    | 2020   | Tavastehus, Finland |
| 17 | FIN  | Niko Ojamäki       | RW   | R   | 29    | 2020   | Björneborg, Finland |
| 89 | FIN  | Oula Palve         | C    | L   | 33    | 2020   | Keuru, Finland      |
| 20 | SWE  | Nikola Pašić       | C/LW | L   | 24    | 2017   | Gislaved, Sverige   |
| 27 | SWE  | Dan Pettersson     | C    | L   | 32    | 2018   | Sverige             |
| 28 | FIN  | Jaakko Rissanen    | C    | L   | 35    | 2019   | Kuopio, Finland     |
| 40 | FIN  | Jussi Rynnäs       | M    | L   | 37    | 2020   | Björneborg, Finland |
| 11 | SWE  | Henrik Törnqvist   | RW   | R   | 28    | 2019   | Motala, Sverige     |
| 3  | SWE  | William Worge Kreü | B    | L   | 24    | 2019   | Linköping, Sverige  |

### Spelarstatistik
| Rank | Namn                | Matcher | Mål | Assist | Poäng | Utv. |
| 1.   | Markus Ljungh       | 45      | 11  | 25     | 36    | 14   |
| 2.   | Jonas Junland       | 51      | 9   | 21     | 30    | 38   |
| 3.   | Patrik Lundh        | 52      | 14  | 14     | 28    | 10   |
| 4.   | Jarno Kärki         | 50      | 16  | 11     | 27    | 16   |
| 5.   | Broc Little         | 31      | 11  | 16     | 27    | 12   |
| 6.   | Jaakko Rissanen     | 52      | 11  | 12     | 23    | 26   |
| 7.   | Henrik Törnqvist    | 32      | 7   | 10     | 17    | 14   |
| 8.   | Niko Ojamäki        | 48      | 5   | 11     | 16    | 6    |
| 9.   | Nikola Pašić        | 52      | 7   | 8      | 15    | 0    |
| 10.  | Tyler Morley        | 20      | 4   | 9      | 13    | 2    |
| 11.  | Andrew Gordon       | 37      | 5   | 7      | 12    | 30   |
| 12.  | Jimmy Andersson     | 50      | 4   | 8      | 12    | 12   |
| 13.  | Oula Palve          | 31      | 3   | 9      | 12    | 22   |
| 14.  | Max Lindroth        | 51      | 3   | 9      | 12    | 22   |
| 15.  | Petteri Nikkilä     | 45      | 0   | 12     | 12    | 20   |
| 16.  | Simon Lundmark      | 47      | 2   | 8      | 10    | 6    |
| 17.  | Jonas Holøs         | 48      | 5   | 4      | 9     | 16   |
| 18.  | Mattias Bäckman     | 17      | 1   | 8      | 9     | 4    |
| 19.  | Filip Berglund      | 32      | 1   | 7      | 8     | 14   |
| 20.  | Mikael Frycklund    | 24      | 2   | 4      | 6     | 37   |
| 21.  | Alexander Johansson | 10      | 3   | 2      | 5     | 0    |
| 22.  | Daniel Ljungman     | 42      | 2   | 2      | 4     | 8    |
| 23.  | Hampus Larsson      | 11      | 0   | 4      | 4     | 4    |
| 24.  | William Worge Kreü  | 31      | 0   | 4      | 4     | 8    |
| 25.  | Josh Ho-Sang        | 4       | 2   | 0      | 2     | 4    |
| 26.  | Dan Pettersson      | 16      | 1   | 1      | 2     | 8    |
| 27.  | Villiam Haag        | 5       | 1   | 0      | 1     | 0    |
| 28.  | Arvid Costmar       | 22      | 1   | 0      | 1     | 6    |
| 29.  | Elliot Ekmark       | 31      | 1   | 0      | 1     | 2    |
| 30.  | Georg Weigelt       | 6       | 0   | 1      | 1     | 0    |
| 31.  | Filip Bystedt       | 1       | 0   | 0      | 0     | 0    |
| 32.  | Gustav Eurenius     | 4       | 0   | 0      | 0     | 0    |
| 32.  | Mateusz Szurowski   | 4       | 0   | 0      | 0     | 0    |
| 34.  | Albert Lyckåsen     | 9       | 0   | 0      | 0     | 2    |
| 35.  | Anton Karlsson      | 13      | 0   | 0      | 0     | 4    |
| 35.  | Martin Schreiber    | 13      | 0   | 0      | 0     | 2    |

### Målvaktsstatistik
| Rank | Namn             | Matcher | Vinster | Förluster | Nollor |
| 1.   | Niklas Lundström | 17      | 8       | 9         | 1      |
| 2.   | Jussi Rynnäs     | 5       | 2       | 2         | 0      |

## Transaktioner

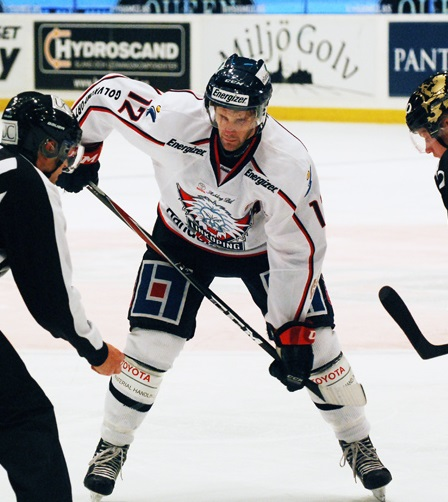
Sebastian Karlsson lämnade Linköping efter elva säsonger i klubben.

I december 2019 meddelades det att Sebastian Karlsson inte skulle komma att få en kontraktsförlängning av Linköping HC. Karlsson var vid denna tidpunkt den av den dåvarande spelarna i truppen som varit i klubben längst. Den 9 september 2020 meddelade hade att han valt att avsluta sin karriär som ishockeyspelare. Den 20 mars 2020 blev backen Filip Berglund, som tidigare spelat för seriekonkurrenten Skellefteå AIK, den första spelaren att bekräftas som nyförvärv av Linköping inför säsongen 2020/21. Under sommaruppehållet värvade klubben också en trio finländska spelare: backen Petteri Nikkilä, samt centrarna Niko Ojamäki och Oula Palve, där de två förstnämnda kom från spel i den finska ligan och Palve kom från spel med Texas Stars i AHL.
Den 2 maj 2020 bekräftades det att Linköping värvat centern Markus Ljungh från Admiral Vladivostok i KHL, och skrivit ett treårsavtal med honom. I slutet av april 2020 lämnade målvakten Jakob Johansson Linköping och skrev senare ett avtal med Timrå IK i Hockeyallsvenskan. Mindre än en vecka senare, i början av maj, stod det klart att Linköping rekryterat Niklas Lundström som ersättare för Johansson. Under våren 2020 bekräftades det också att Eddie Larsson, Adam Ginning och Olle Lycksell, som alla tidigare spelat juniorishockey för Linköping, lämnat klubben för spel i seriekonkurrenter. Larsson skrev ett tvåårsavtal med Luleå HF, medan Ginning och Lycksell båda skrivit ett ettårs-, respektive tvåårsavtal med Färjestad BK.
Den 11 september 2020 meddelade Linköping HC via sin officiella webbplats att målvakten Jonas Gustavsson av personliga skäl valt att ta en paus från ishockeykarriären på obestämd tid. Fyra dagar senare meddelades det att den finländska målvakten Jussi Rynnäs värvats som ersättare till Gustavsson. Den 11 november 2020 bekräftade Gustavsson att han valt att avsluta sin karriär som ishockeyspelare.
Efter skador och flera spelare på landslagsuppdrag meddelade Linköping den 13 december 2020 att man lånat in Villiam Haag från Almtuna IS i Hockeyallsvenskan för återstoden av månaden.

### Nyförvärv
| Datum             | Namn                | Position | Kontrakt | Tidigare klubb      | Ref    |
| 20 mars 2020      | Filip Berglund      | Back     | 2 år     | Skellefteå AIK      | [ 13 ] |
| 3 april 2020      | Petteri Nikkilä     | Back     | 1 år     | HPK                 | [ 14 ] |
| 28 april 2020     | Oula Palve          | Center   | 2 år     | Texas Stars         | [ 16 ] |
| 2 maj 2020        | Markus Ljungh       | Center   | 3 år     | Admiral Vladivostok | [ 17 ] |
| 4 maj 2020        | Niklas Lundström    | Målvakt  | 1 år     | HC Vita Hästen      | [ 19 ] |
| 3 juli 2020       | Niko Ojamäki        | Center   | 2 år     | Tappara             | [ 15 ] |
| 15 september 2020 | Jussi Rynnäs        | Målvakt  | 1 år     | Krefeld Pinguine    | [ 23 ] |
| 18 januari 2021   | David Rautio        | Målvakt  | 1 år     | Luleå HF            | [ 26 ] |
| 18 januari 2021   | Tyler Morley        | Center   | 1 år     | Skellefteå AIK      | [ 27 ] |
| 24 januari 2021   | Alexander Johansson | Forward  | 1 år     | Halmstad Hammers    | [ 28 ] |
| 3 februari 2021   | Anton Karlsson      | Back     | 1 år     | HV71                | [ 29 ] |

### Förlängningar
| Datum           | Namn            | Position       | Kontrakt | Ref    |
| 18 mars 2020    | Jaakko Rissanen | Center         | 1 år     | [ 30 ] |
| 6 april 2020    | Arvid Costmar   | Center         | 1 år     | [ 31 ] |
| 16 oktober 2020 | Nikola Pašić    | Center/forward | 2 år     | [ 32 ] |

### Lämnar
| Datum            | Namn               | Position       | Ny klubb               | Ref    |
| 12 mars 2020     | Sebastian Karlsson | Center/forward | Slutar                 | [ 33 ] |
| 23 mars 2020     | Eddie Larsson      | Back           | Luleå HF               | [ 20 ] |
| 2 april 2020     | Olle Lycksell      | Center/forward | Färjestad BK           | [ 34 ] |
| 6 april 2020     | Adam Ginning       | Back           | Färjestad BK           | [ 21 ] |
| 6 april 2020     | Anton Björkman     | Back           | Almtuna IS             | [ 21 ] |
| 6 april 2020     | Robin Johansson    | Center/forward | Mora IK                | [ 21 ] |
| 23 april 2020    | Adam Helewka       | Center/forward | Cleveland Monsters     | [ 35 ] |
| 29 april 2020    | Jacob Johansson    | Målvakt        | Timrå IK               | [ 18 ] |
| 22 juli 2020     | Almen Bibic        | Back           | Slutar                 | [ 36 ] |
| 3 augusti 2020   | Nichlas Hardt      | Forward        | Rungsted Seier Capital | [ 37 ] |
| 11 november 2020 | Jonas Gustavsson   | Målvakt        | Slutar                 | [ 24 ] |
| —                | Joe Whitney        | Forward        | Iserlohn Roosters      | [ 38 ] |

### Lån in
| Datum            | Namn         | Position | Tidigare klubb | Ref    |
| 13 december 2020 | Villiam Haag | Forward  | Almtuna IS     | [ 25 ] |
| 14 februari 2021 | Josh Ho-Sang | Forward  | Örebro HK      | [ 39 ] |

### Lån ut
| Datum           | Namn               | Position | Utlånad till  | Ref    |
| 18 januari 2021 | Oula Palve         | Center   | Brynäs IF     | [ 40 ] |
| 27 januari 2021 | Jussi Rynnäs       | Målvakt  | Södertälje SK | [ 41 ] |
| 28 januari 2021 | Albert Lyckåsen    | Back     | Mora IK       | [ 42 ] |
| 8 februari 2021 | William Worge Kreü | Back     | Väsby IK      | [ 43 ] |